# Kristnihald undir jökli
Kristnihald undir jökli é um filme de drama islandês de 1989 dirigido por Guðný Halldórsdóttir, baseado em romance de seu pai, Halldór Laxness, autor do roteiro.
Foi selecionado como representante da Islândia à edição do Oscar 1990, organizada pela Academia de Artes e Ciências Cinematográficas.

## Elenco
- Sigurður Sigurjónsson - Umbi
- Baldvin Halldórsson - Séra Jón Prímus
- Margrét Helga Jóhannsdóttir - Úa
- Kristbjörg Kjeld - Hnallflóra
- Helgi Skúlason - Godman Sý ngmann
- Þórhallur Sigurðsson - Jódínus Álfberg
- Rúrik Haraldsson - Tumi Jónsen
- Ívar DeCarsta Webster - James Butler